# Daubentonia
Daubentonia (E. Géoffroy, 1795) è un genere di primati strepsirrini, che comprende un'unica specie vivente, l'aye aye (Daubentonia madagascariensis), ed una specie attualmente estinta, l'aye aye gigante (Daubentonia robusta).

## Tassonomia
Si tratta dell'unico genere ascritto alla famiglia dei Daubentoniidae (Gray, 1863), che a sua volta è l'unica famiglia ascritta all'infraordine dei Chiromyiformes (Anthony & Coupin, 1931): questo perché gli aye aye hanno caratteristiche uniche fra i primati, tanto da spingere i primi studiosi europei a classificare questi animali come roditori piuttosto che come proscimmie.
- Infraordine Chiromyiformes
  - Famiglia Daubentoniidae
    - Genere Daubentonia
      - Daubentonia madagascariensis - aye-aye
      - Daubentonia robusta †; - aye-aye gigante

Attualmente, resta da chiarire se questi animali siano più affini ai lemuriformi od ai lorisiformi, che assieme ad essi compongono il sottordine degli Strepsirrhini, o se ancora gli aye aye costituiscano un gruppo ancestrale, differenziatosi dagli altri due milioni di anni fa ed evolutosi per proprio conto.